# Annia Hatch
Annia Hatch, född den 14 juni 1978 i Guantánamo, Kuba, är en amerikansk gymnast.
Hon tog OS-silver i lagmångkampen och OS-silver i hopp i samband med de olympiska gymnastiktävlingarna 2004 i Aten.